# Dogo-Dogo
Dogo-Dogo (auch: Dogo Dogo) ist eine Landgemeinde im Departement Dungass in Niger.

## Geographie
Dogo-Dogo liegt in der Großlandschaft Sudan und grenzt im Süden an den Nachbarstaat Nigeria. Die Nachbargemeinden in Niger sind Dantchiao im Westen, Dungass im Norden und Malawa im Osten. Bei den Siedlungen im Gemeindegebiet handelt es sich um 59 Dörfer, 62 Weiler und ein Lager. Zusätzlich erhebt Dogo-Dogo Anspruch auf vier weitere Siedlungen in der Nachbargemeinde Dungass. Umgekehrt beansprucht Dungass fünf Siedlungen in Dogo-Dogo. Der Hauptort der Landgemeinde Dogo-Dogo ist das Dorf Dogo-Dogo.
Das Flachland von Dogo-Dogo ist dicht besiedelt und weist eine für nigrische Verhältnisse hohe durchschnittliche jährliche Niederschlagsmenge von 600 mm auf. Die Landschaft ist von hohen Akazien geprägt.

## Geschichte
Das im Gemeindegebiet von Dogo-Dogo gelegene Dorf Toumbi war bis 1864 der Hauptort des Emirats Gumel. Die Landgemeinde Dogo-Dogo ging als Verwaltungseinheit 2002 im Zuge einer landesweiten Verwaltungsreform aus dem südlichen Teil des Kantons Dungass hervor. Seit 2011 gehört die Landgemeinde nicht mehr zum Departement Magaria, sondern zum neugegründeten Departement Dungass.

## Bevölkerung
Bei der Volkszählung 2012 hatte die Landgemeinde 65.544 Einwohner, die in 9124 Haushalten lebten. Bei der Volkszählung 2001 betrug die Einwohnerzahl 29.959 in 5201 Haushalten.
Im Hauptort lebten bei der Volkszählung 2012 2339 Einwohner in 299 Haushalten, bei der Volkszählung 2001 1299 in 225 Haushalten und bei der Volkszählung 1988 2048 in 368 Haushalten.
In ethnischer Hinsicht ist die Gemeinde ein Siedlungsgebiet von Sossébaki und Fulbe.

## Politik
Der Gemeinderat (conseil municipal) hat 18 gewählte Mitglieder. Mit den Kommunalwahlen 2020 sind die Sitze im Gemeinderat wie folgt verteilt: 7 RDR-Tchanji, 6 PNDS-Tarayya, 3 MPR-Jamhuriya, 1 ARD-Adaltchi Mutunchi und 1 CPR-Inganci.
Jeweils ein traditioneller Ortsvorsteher (chef traditionnel) steht an der Spitze von 54 Dörfern in der Gemeinde.

## Wirtschaft und Infrastruktur
Für den Eigenbedarf werden Hirse und Sorghum, als Einkommensquellen Sesam, Augenbohnen und Erdnüsse angebaut. Es gibt fünf Wochenmärkte im Gemeindegebiet. Von wirtschaftlicher Bedeutung ist der grenzüberschreitende Handel mit Nigeria. Für die Viehwirtschaft in der Savannenlandschaft stehen mehrere ausgewiesene Flächen zur Verfügung. Dazu zählen die Weiden Dawan Birdinga, Dawan Dan Matsi, Dawan Dan Takoré, Dawan Gagéran Gamdji, Dawan Kino und Dawan Maï Koumba.
Im Hauptort ist ein Gesundheitszentrum des Typs Centre de Santé Intégré (CSI) vorhanden. Der CEG Dogo-Dogo ist eine allgemein bildende Schule der Sekundarstufe des Typs Collège d’Enseignement Général (CEG). Beim Centre de Formation aux Métiers de Dogo-Dogo (CFM Dogo-Dogo) handelt es sich um ein Berufsausbildungszentrum.
Die 78,1 Kilometer lange Nationalstraße 13 zwischen Tinkim und der Staatsgrenze zu Nigeria verläuft durch das Dorf Adaré. Es handelt sich um eine moderne Erdstraße. Dennoch ist die relativ abgeschiedene Lage der Landgemeinde ein Hemmnis für die wirtschaftliche Entwicklung.